# Ladenbergia lambertiana
Ladenbergia lambertiana är en måreväxtart som först beskrevs av Addison Brown och Carl Friedrich Philipp von Martius, och fick sitt nu gällande namn av Johann Friedrich Klotzsch. Ladenbergia lambertiana ingår i släktet Ladenbergia och familjen måreväxter. Inga underarter finns listade i Catalogue of Life.